# Gamma Draconis
Gamma Draconis (Eltanin, Etamin, Rastaban, Rastaben, 33 Draconis) é uma estrela na direção da constelação de Draco. Possui uma ascensão reta de 17h 56m 36.38s e uma declinação de +51° 29′ 20.2″. Sua magnitude aparente é igual a 2.24. Considerando sua distância de 148 anos-luz em relação à Terra, sua magnitude absoluta é igual a −1.04. Pertence à classe espectral K5III.